# Borsodszirák, Borsod-Abaúj-Zemplén
Borsodszirák este un sat în districtul Edelény, județul Borsod-Abaúj-Zemplén, Ungaria, având o populație de 1.219 locuitori (2011). 

## Demografie
Componența etnică a satului Borsodszirák
     Maghiari (82,67%)
     Romi (17,33%)
Componența confesională a satului Borsodszirák
     Romano-catolici (68,42%)
     Reformați (7,71%)
     Fără religie (4,68%)
     Greco-catolici (3,53%)
     Necunoscută (15,67%)
     Alte religii (0,57%)
Conform recensământului din 2011, satul Borsodszirák avea 1.219 locuitori. Din punct de vedere etnic, majoritatea locuitorilor (82,67%) erau maghiari, cu o minoritate de romi (17,33%).  Din punct de vedere confesional, majoritatea locuitorilor (68,42%) erau romano-catolici, existând și minorități de reformați (7,71%), persoane fără religie (4,68%) și greco-catolici (3,53%). Pentru 15,67% din locuitori nu este cunoscută apartenența confesională.